# Каїрівський ландшафтний заказник
Каї́рівський заказник — ландшафтний заказник місцевого значення в Україні. Розташований у Березівському районі Одеської області, поблизу села Каїри. 
Площа заказника 150 га. Створений згідно з рішенням облради н/д від 01.10.1993 року № 496-XXI. Розташований на території ПСП «Україна», деревні насадження на його території передані в розпорядження Красносільського лісництва Одеського головного підприємства «Одесаліс» (ДП «Одеське лісове господарство»). Межі заказника регламентуються розпорядженням Комінтернівської районної державної адміністрації від 30.04.2009 року № 608-А-2009.
Заказник створено для охорони штучних лісових насаджень і степових ділянок, на яких трапляються види рослин з Червоної книги України. Згідно з даними екологічного обстеження 2003 року межі заказника потребують уточнення, тому що його площа не відповідає площі в межах деревних насаджень.

## Галерея

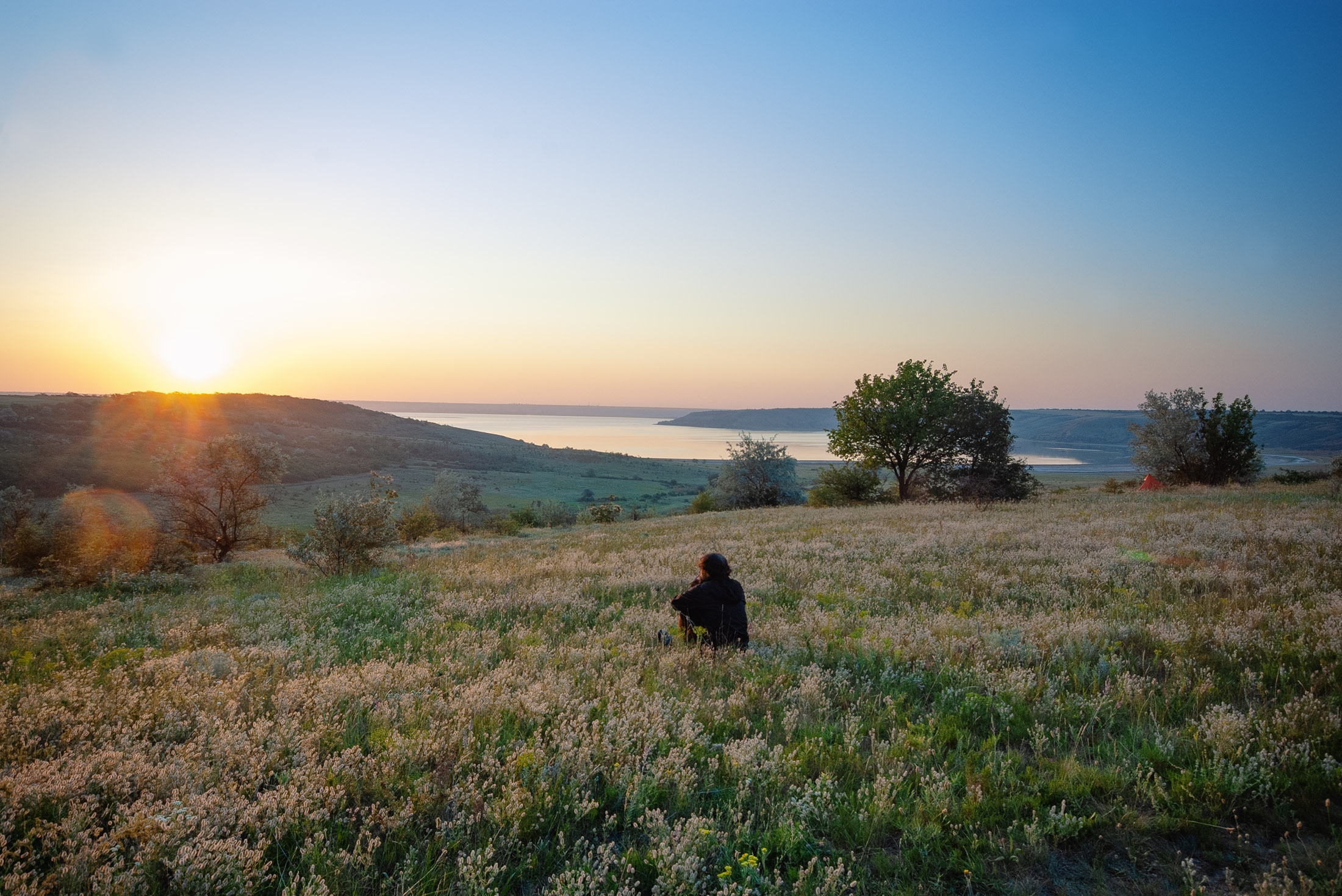
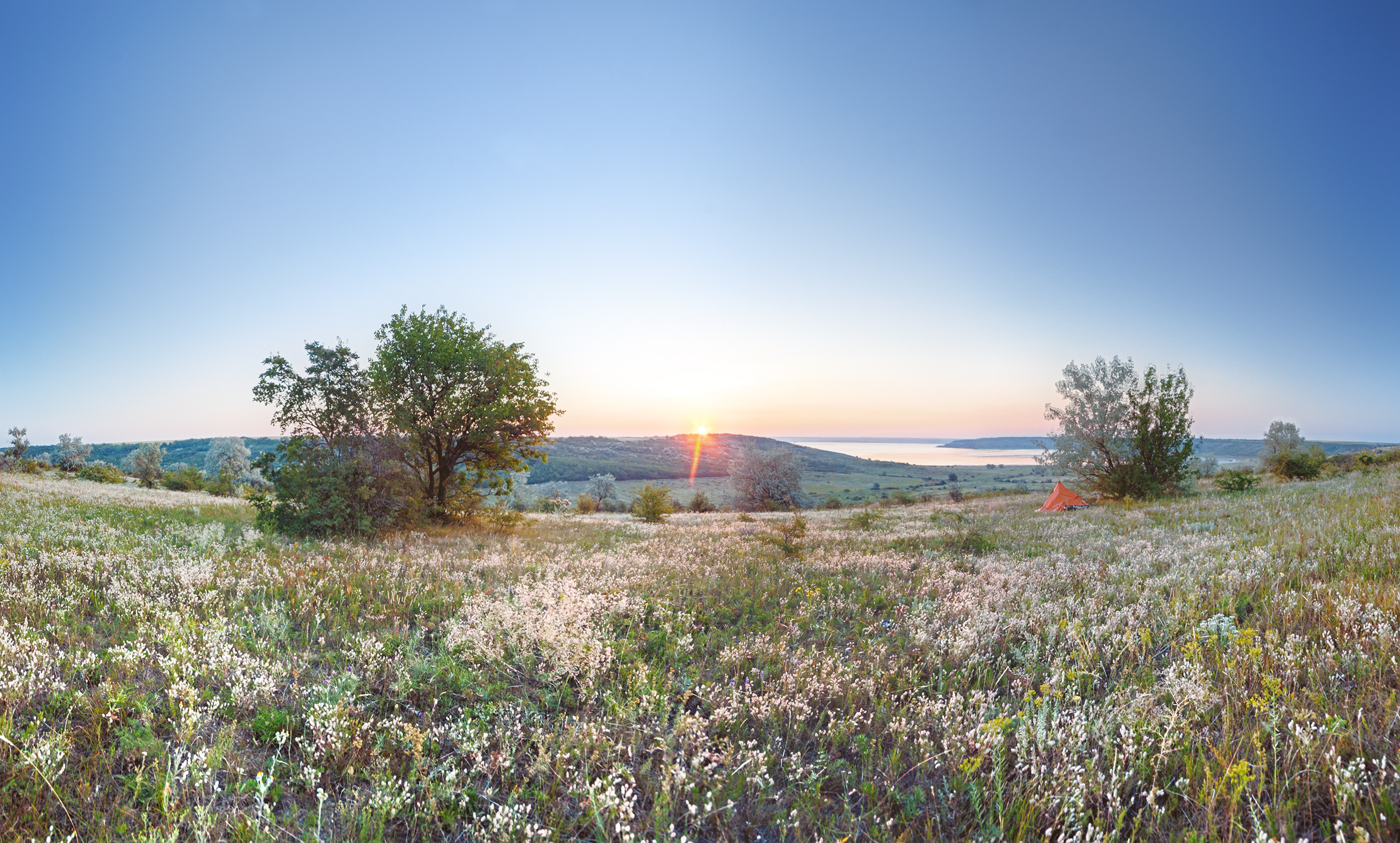
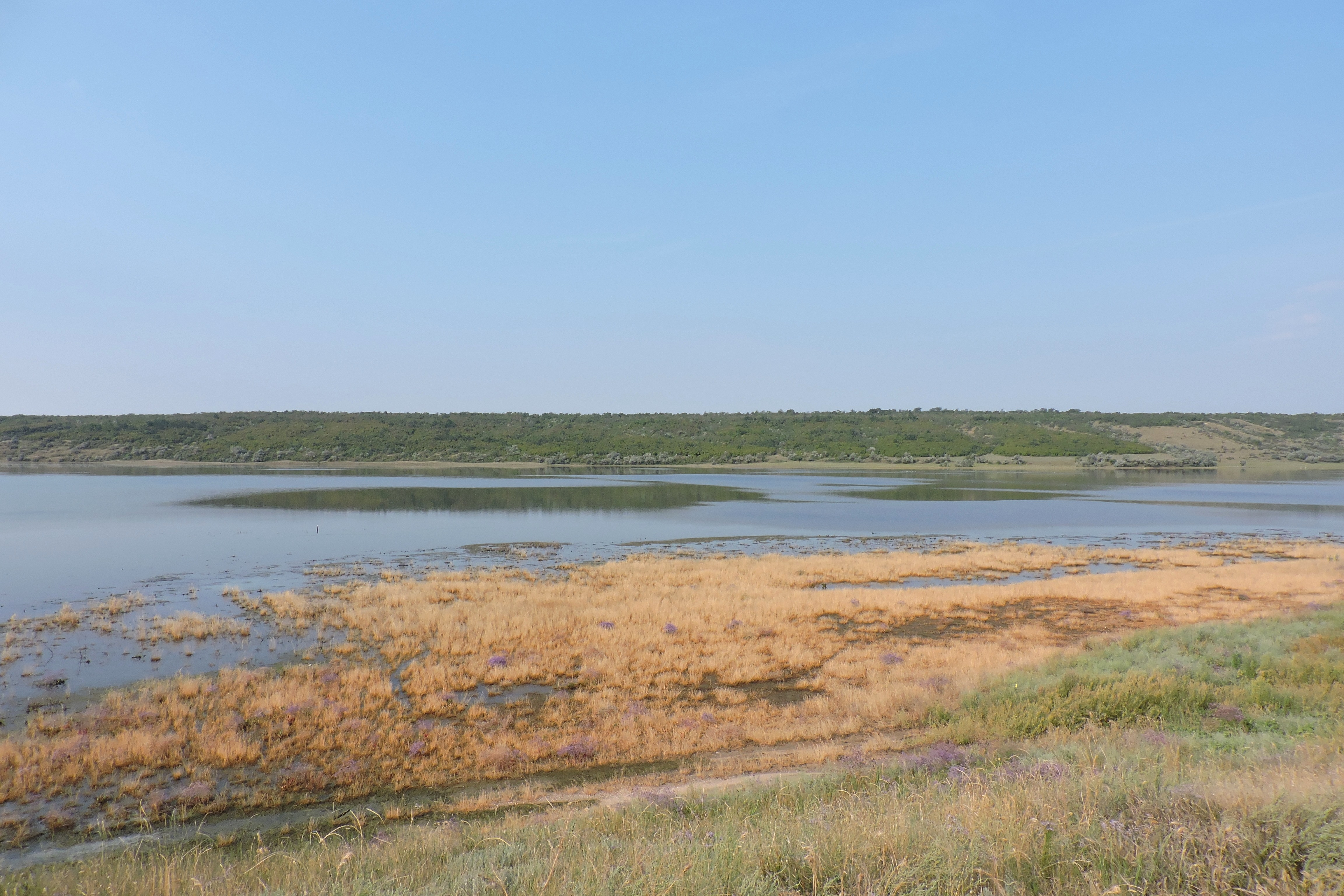
Краєвид на заказник з протилежного берега Тилігульського лиману